# دزموند چایلد
 دزموند چایلد (انگلیسی: Desmond Child؛ زادهٔ ۲۸ اکتبر ۱۹۵۳) یک موسیقی‌دان اهل ایالات متحده آمریکا است.